# Petit Ballon

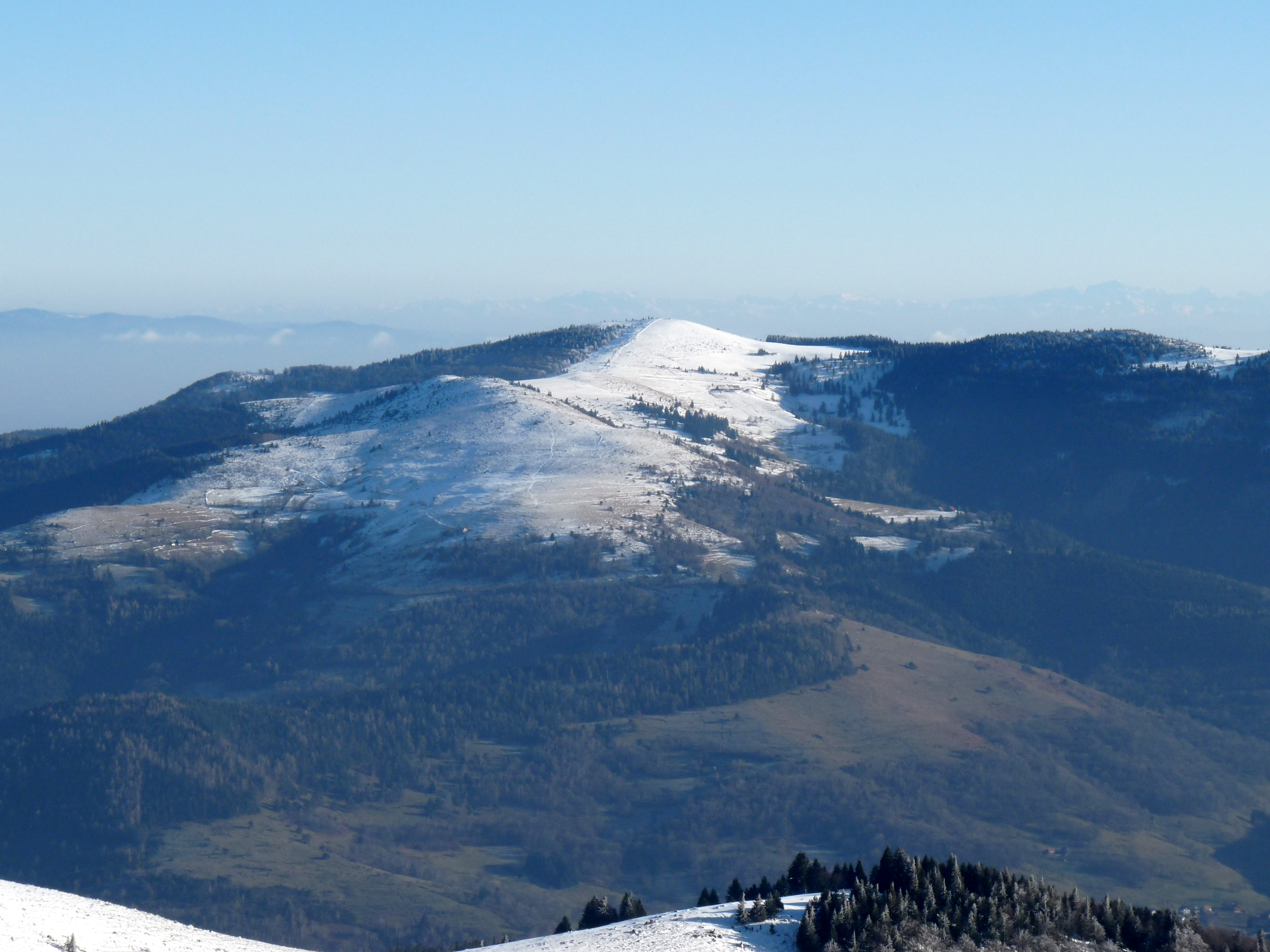
Vista aérea del Petit Ballon.

El Petit Ballon (en alemán: Kahler Wasen / Kleiner Belchen) es un monte en el nordeste de Francia.

## Geografía
El monte de una altura de 1272 m está ubicado en  en los cordillera de los Vosgos cerca de la aldea Wasserbourg en el departamento de Alto Rin en Alsacia.

## Etimología
La palabra Wasen viene del alto alemán antiguo y significa prado de manera que Kahler Wasen es Prado Pelado. Por otra parte, Belchen es de origen celta y se refiere a la cima pelada. El epíteto klein (pequeño) es utilizado porque en los Vosgos hay dos otros montes llamados Belchen: el Großer Belchen (Gran Belchen) y el Elsässer Belchen (Belchen Alsaciano). Es llamado Ballon en francés a causa de su forma cupular.

## Enlaces
- Wikimedia Commons alberga una categoría multimedia sobre Petit Ballon.